# Moravský kras
Moravský kras este o arie protejată (arie specială de conservare — SAC, sit de importanță comunitară — SCI) din Republica Cehă întinsă pe o suprafață de 6.485,37 ha, integral pe uscat.

## Localizare
Centrul sitului Moravský kras este situat la coordonatele 49°23′02″N 16°43′27″E / 49.383889°N 16.724167°E.

## Înființare
Situl Moravský kras a fost declarat sit de importanță comunitară în aprilie 2005 pentru a proteja 4 specii de plante și 8 specii de animale. Situl a fost protejat și ca arie specială de conservare în aprilie 2019.

## Biodiversitate
Situată în ecoregiunile continentală și panonică, aria protejată conține 14 habitate naturale: Păduri de stejar și carpen Galio-Carpinetum, Păduri de fag Asperulo-Fagetum, Grohotișuri medio-europene calcaroase, de la nivel colinar și montan, Pajiști stepice subpanonice, Păduri panonice cu Quercus pubescens, Păduri aluvionare cu Alnus glutinosa și Fraxinus excelsior (Alno-Padion, Alnion incanae, Salicion albae), Păduri panonice cu Quercus petraea și Carpinus betulus, Păduri pe pante, grohotișuri și ravene de Tilio-Acerion, Peșteri inaccesibile publicului, Pajiști panonice carstice (Stipo-Festucetalia pallentis), Pante stâncoase calcaroase cu vegetație casmofită, Păduri de fag din Europa Centrală dezvoltate pe sol calcaros cu Cephalanthero-Fagion, Pajiști uscate seminaturale și facies de acoperire cu tufișuri pe substraturi calcaroase (Festuco-Brometalia) (* situri importante pentru orhidee), Fânețe de joasă altitudine (Alopecurus pratensis, Sanguisorba officinalis).
La baza desemnării sitului se află mai multe specii protejate:
- plante (4): Buxbaumia viridis, papucul doamnei (Cypripedium calceolus), Echium russicum, sisinei (Pulsatilla grandis)
- mamifere (5): liliac cârn (Barbastella barbastellus), liliac cu urechi mari (Myotis bechsteinii), liliac cărămiziu (Myotis emarginatus), liliac comun (Myotis myotis), liliacul mic cu potcoavă (Rhinolophus hipposideros)
- nevertebrate (2): Euplagia quadripunctaria, Limoniscus violaceus
- pești (1): zglăvoacă (Cottus gobio)